# ۹۵۵ (قمری)
۹۵۵ (قمری)، نهصد و پنجاه و پنجمین سال در گاهشماری هجری قمری است. اول محرم این سال برابر با بیست و یکم فوریه سال ۱۵۴۸ میلادی است.